# 618132 Verheyen
618132 Verheyen este o planetă minoră (asteroid) din centura de asteroizi. A fost descoperită pe 27 noiembrie 2006 la Observatorul Regal al Belgiei⁠(d) de . 
Obiectul prezintă o orbită caracterizată de o semiaxă mare de 2,6438854870967 UAi, o excentricitate de 0,042305649006857, o înclinație de 12,058123557159 ° în raport cu ecliptica.